# William Armstrong McCulla
William Armstrong McCulla (1837-1er juillet 1923) est un homme politique canadien de l'Ontario. Il est député fédéral conservateur de la circonscription ontarienne de Peel de 1887 à 1891,.

## Biographie
Né à Sligo dans Caledon Township (en) dans le Haut-Canada, McCulla est né de parents arrivés au Canada en 1849.
McCulla entame une carrière publique en servant au conseil municipal de Brampton pendant 13 ans, comme préfet pendant 3 ans et comme maire de 1880 à 1882. Il occupe aussi le poste de directeur du comté de Peel (en).
Élu en 1887, il est défait en 1891. Il sert comme maître des postes de Brampton de 1892 à 1923.
Il meurt à Brampton à l'âge de 86 ans.